# Tisova
Tisova (szerbül: Тисова), falu Bosznia-Hercegovinában, Bosanska krajina területén, Prijedor községben, a Szerb Köztársaságban. 

## Fekvése
Bosznia-Hercegovina északnyugati részén, Banja Lukától légvonalban 55, közúton 77 km-re nyugat-északnyugatra, községközpontjától légvonalban 18, közúton 24 km-re délnyugatra, a Tisova-patak völgyében, és a környező dombvidéken, 220 – 500 méteres tengerszint feletti magasságban fekszik. Több kis településből áll.

## Népessége
| Nemzetiségi csoport | Népesség 1991 | Népesség 2013 |
| ------------------- | ------------- | ------------- |
| Szerb               | 28            | 10            |
| Bosnyák             | 0             | 0             |
| Horvát              | 194           | 104           |
| Jugoszláv           | 24            | 0             |
| Egyéb               | 0             | 0             |
| Összesen            | 246           | 114           |

## Története
A település 1878-ig tartozott az Oszmán Birodalomhoz, ekkor a berlini kongresszus határozata alapján az Osztrák-Magyar Monarchia része lett. A monarchia szétesésével 1918-ben előbb a Szerb-Horvát-Szlovén Királyság, majd 1929-től a Jugoszláv Királyság része. Jugoszlávia megszállása után a falu a Független Horvát Állam (NDH) része lett. 1945-től a település a szocialista Jugoszlávia része volt. A Bosznia-Hercegovinában zajló polgárháború idején a település a Boszniai Szerb Köztársaság része volt. A daytoni békeszerződést követő területfelosztásnál a település Prijedor község részeként a Szerb Köztársaság területéhez került.